# Lake Lotawana
Lake Lotawana és una població dels Estats Units a l'estat de Missouri. Segons el cens del 2000 tenia 1.872 habitants.

## Demografia
Segons el cens del 2000, Lake Lotawana tenia 1.872 habitants, 815 habitatges, i 567 famílies. La densitat de població era de 475,5 habitants per km².
Dels 815 habitatges en un 26,5% hi vivien nens de menys de 18 anys, en un 59,4% hi vivien parelles casades, en un 5,9% dones solteres, i en un 30,4% no eren unitats familiars. En el 24,3% dels habitatges hi vivien persones soles el 5,5% de les quals corresponia a persones de 65 anys o més que vivien soles. El nombre mitjà de persones vivint en cada habitatge era de 2,3 i el nombre mitjà de persones que vivien en cada família era de 2,71.
Per edats la població es repartia de la següent manera: un 19,6% tenia menys de 18 anys, un 4,8% entre 18 i 24, un 27,8% entre 25 i 44, un 34,9% de 45 a 60 i un 12,9% 65 anys o més.
L'edat mediana era de 44 anys. Per cada 100 dones de 18 o més anys hi havia 103,8 homes.
La renda mediana per habitatge era de 65.750 $ i la renda mediana per família de 72.500 $. Els homes tenien una renda mediana de 50.991 $ mentre que les dones 35.774 $. La renda per capita de la població era de 38.125 $. Entorn del 2,8% de les famílies i el 4,3% de la població estaven per davall del llindar de pobresa.

## Poblacions més properes
El següent diagrama mostra les poblacions més properes.